# Josip Kavčič
Josip (Jožef) Kavčič, slovenski notar in narodni buditelj * 18. marec 1821 Razdrto, † 18. marec 1903, Gorica. 

## Življenjepis
Kavčič je gimnazijo dokončal v Gorici, pravo je študiral v Olomucu (Češka) in Padovi, kjer je bil promoviran. Po končanem študiju je stopil  v upravno službo ter služboval v Gorici, Tolminu, Cerknem, Trstu, Malem Lošinju, Vodnjanu, Bakru, Vrbovskem in Tržiču, prestopil 1852 v sodno službo, bil najprej pisarniški uslužbenec na sodišču v Bakru, nato premeščen v Vrbovsko, 1864 v Tržič, nato v Ajdovščino, kjer je bil zaradi slovenskega pozdrava cesarjevemu namestniku baronu Pinu 1868 upokojen. Po upokojitvi je bil notar v Komnu (1870–1886).
Kavčič je narodno zavednost pokazal že 1849 v tržaški čitalnici s svojo proti Nemcem naperjeno pesmijo Vstaja ptičev. Udeleževal se je tudi vseh slovenskih taborov. S slovenskim notarskim uradovanjem v Gorici pa je utiral pot slovenščini in si  pridobil mnogo zaslug za slovensko šolstvo v Gorici.